# Twilight (film 1998)
Twilight è un thriller/noir del 1998 diretto da Robert Benton, scritto con la collaborazione dello scrittore Richard Russo.

## Trama
Harry Ross, un vecchio e malandato detective privato, si occupa di un suo amico attore malato di cancro, sottoposto a ricatto con la moglie irrequieta. L'indagine fa uscire molti scheletri dall'armadio insieme a più di un morto ammazzato.